# Hydriomena crokeri
Hydriomena crokeri är en fjärilsart som beskrevs av Louis W. Swett 1910. Hydriomena crokeri ingår i släktet Hydriomena och familjen mätare. Inga underarter finns listade i Catalogue of Life.